# Kis éji zene (Született feleségek)
A Kis éji zene (A Little Night Music) a Született feleségek (Desperate Housewives) című amerikai filmsorozat százharminckettedik epizódja. Az Amerikai Egyesült Államokban először az ABC (American Broadcasting Company) adó vetítette 2010. május 2-án.

## Mellékszereplők
- John Barrowman – Patrick Logan
- Samuel Page – Sam Allen
- Shawn Pyfrom – Andrew Van de Kamp
- Linda Purl – Lillian Allen
- Matt Riedy – Dr. McCarthy
- Josh Zuckerman – Eddie Orlofsky

## Az epizód cselekménye
Eddie beköltözik Lynette-ékhez, ahol már az első nap konfliktusba keveredik Porterrel, amiért a fiú tiszteletlenül beszél az anyjával. Bree egy áruházi jelenet után rájön, hogy Sam anyja nem halt meg, így kérdőre vonja a fiút. Susan és Gaby eközben rájönnek, hogy Carlos kölcsönt adott Mike-nak, ezért úgy döntenek, hogy megleckéztetik a fiúkat. Nick szörnyű balesete után pedig a Bolen-család úgy dönt, hogy Dannyt elküldik a városból...

## Mary Alice epizódzáró monológja
- A narrátor, Mary Alice monológja az epizód végén így hangzik (a magyar változat alapján):

"Titokzatos férfiak. Ígéreteket tesznek, melyeket eszük ágban sincs megtartani. Hazugságokkal áltatnak, hogy megkapják, amit akarnak. Sokkal veszélyesebbek lehetnek, mint ahogy kinéznek. Igen, anyáink a lelkünkre kötötték, hogy ne bízzunk olyan férfiakban, akiket nem ismerünk és azokban, akiket ismerünk, nos, ő bennük se bízhatunk mindig."

## Epizódcímek más nyelveken
- Angol: A Little Night Music (Kis éji zene)
- Francia: J'irai dormir chez eux (Az ő házukban alszom)
- Olasz: Uomini misteriosi (Titokzatos férfiak)
- Német: Geheimnisse (Titkok)
- Lett: Mazā naktsmūzika (Kis éji zene)
- Makedón: Малa ноќна музика (Kis éji zene)
- Arab: ألف ليلة قليلا الموسيقى (Kis éji zene)
- Litván: Mazā naktsmūzika (Kis éji zene)